# 요수도시
《요수도시》(妖獸都市, The Wicked City)는 홍콩에서 제작된 맥대걸 감독의 1992년 액션 영화이다. 여명 등이 주연으로 출연하였고 서극 등이 제작에 참여하였다.

## 출연

### 주연
- 여명
- 장학우

### 조연
- 이가흔
- 나카다이 타츠야
- 장요양
- 원화평
- 이약동

## 기타
- 원작자: 키쿠치 히데유키
- 미술: 마판차오
- 무술연출: 장요성
- 무술연출: 리젠성